# Гонсалес, Франсиско (теннисист)
Франсиско Гонсалес (исп. Francisco González; род. 19 ноября 1955, Висбаден, ФРГ) — американский и парагвайский теннисист и теннисный тренер. Победитель десяти турниров Гран-при в мужском парном разряде, финалист Открытого чемпионата Франции в смешанном парном разряде (1985), игрок сборной Парагвая в Кубке Дэвиса.

## Личная жизнь
Франсиско Гонсалес родился в 1955 году в ФРГ, где его отец служил на военной базе США в Висбадене. Позже семья переехала в Пуэрто-Рико, где Франсиско вырос в городе Гуайнабо.
В 1974—1977 годах Гонсалес учился в Университете штата Огайо в 1974—1976 годах. Он также имеет первую степень по бизнес-администрированию, полученную в 1997 году в Межамериканском университете в Пуэрто-Рико. В 1980 году Гонсалес женился на своей школьной подруге Вивиан.

## Спортивная карьера
Франсиско Гонсалес начал играть в теннис в десятилетнем возрасте. Его успехи на юношеском уровне оказались достаточно высоки, чтобы получить спортивную стипендию в Университете штата Огайо. Там он провёл три года, в 1975 и 1976 годах выиграв чемпионат конференции Big Ten в одиночном разряде. В свой второй год он вышел в третий круг чемпионата NCAA, а в следующем году — в четвертьфинал и был выбран в символическую любительскую сборную Северной Америки (англ. All American). В годы учёбы Гонсалес принял участие в Панамериканских играх 1975 года.
Гонсалес начал профессиональную теннисную карьеру в 1977 году. Свой первый титул в турнирах Гран-при (основного профессионального теннисного тура того периода) он завоевал в 1979 году в паре с американцем Элиотом Телчером в Талсе (Оклахома), а на Открытом чемпионате США того же года дошёл с этим же партнёром до четвертьфинала, победив во втором круге Брайана Готтфрида и Рауля Рамиреса. На следующий год Гонсалес стал четвертьфиналистом Открытого чемпионата Франции в паре с Бобом Лутцем, проиграв там той же американо-мексиканской паре. Позже в том же году Гонсалес, занимавший 118-е место в рейтинге ATP, неожиданно дошёл до финала престижного турнира в Цинциннати в одиночном разряде — сайт ATP называет это выступление лучшим турниром в его карьере. В первом круге он обыграл 21-ю ракетку мира Стэна Смита, а в полуфинале занимавшего третье место в рейтинге Джимми Коннорса, прежде чем в финале уступить седьмой ракетке мира Гарольду Соломону.
1981 год был отмечен для Гонсалеса выходом в полуфинал Открытого чемпионата Франции в миксте, где его партнёршей была экс-чемпионка США в этом разряде Пэм Тигарден. В полуфинале посеянная пятой пара проиграла будущим чемпионам Андреа Джегер и Джимми Ариасу. На следующий год Гонсалес дал согласие выступать за сборную Парагвая в Кубке Дэвиса. Это дало возможность парагвайцам выставить наконец в этом соревновании полноценную команду — до этого у них не было теннисистов достаточно высокого уровня, которые могли бы поддержать лидера национального тенниса Виктора Печчи в турнире сборных. В первый же год выступлений Печчи и Гонсалес привели сборную Парагвая к званию чемпионов Американской группы, обеспечив ей в следующем сезоне место в Мировой группе — высшем эшелоне турнира.
За 1984 год Гонсалес выиграл четыре турнира Гран-при в парном разряде, в трёх из которых его партнёром был американец Мэтт Митчелл; два титула были завоёваны в Огайо — в Кивленде и Цинциннати. В австралийском Брисбене Гонсалес не только победил в паре с Митчеллом, но и дошёл до второго за карьеру финала турнира Гран-при в одиночном разряде; занимая в рейтинге 116-ю позицию, он победил троих соперников из первой сотни, проиграв лишь Телчеру — на тот момент 13-й ракетке мира. В следующем году он добился высшего успеха в карьере в турнирах Большого шлема: Гонсалес и американка Пола Смит, будучи несеянными на Открытом чемпионате Франции, вывели из борьбы вторую и пятую сеяные пары и вышли в финал, где в трёх сетах уступили первой паре турнира Мартина Навратилова — Хайнц Гюнтхардт. К концу года парагваец занимал 24-е место в рейтинге ATP среди парных игроков.
Свои последние три финала турниров Гран-при в парном разряде Гонсалес провёл в 1989 году, ни в одном не добившись победы. Он продолжал выступления в индивидуальных турнирах до 1988, а в Кубке Дэвиса до 1989 года. В общей сложности за годы выступлений за сборную Парагвая Гонсалес принёс ей 8 побед в одиночном разряде и 11 в парном. В 1987 году его имя было включено в списки Зала спортивной славы Университета штата Огайо.
Уже начиная с 1984 года параллельно с выступлениями Гонсалес занимался тренерской работой, начав новый этап карьеры в спортивном клубе Дейтона (Огайо). В дальнейшем он тренировал во Флориде, Гуайнабо, где в первой половине 1990-х годов готовил команду Пуэрто-Рико к выступлениям в юношеском Кубке Дэвиса, и Фресно (Калифорния), где открыл собственную теннисную академию. Среди теннисистов, с которыми он работал как тренер — Слоан Стивенс, победительница Открытого чемпионата США 2017 года.

## Место в рейтинге в конце сезона
| Год              | 1977 | 1978 | 1979 | 1980 | 1981 | 1982 | 1983 | 1984 | 1985 | 1986 | 1987 |
| ---------------- | ---- | ---- | ---- | ---- | ---- | ---- | ---- | ---- | ---- | ---- | ---- |
| Одиночный разряд | 212  | 61   | 77   | 74   | 98   |      | 99   | 82   | 140  | 548  |      |
| Парный разряд    |      |      |      |      |      |      | 24   | 110  | 49   | 84   |      |

## Финалы турниров за карьеру

### Одиночный разряд (0-2)
| Результат | №  | Дата            | Турнир             | Покрытие | Соперник в финале | Счёт в финале |
| --------- | -- | --------------- | ------------------ | -------- | ----------------- | ------------- |
| Поражение | 1. | 18 августа 1980 | Цинциннати, США    | Хард     | Гарольд Соломон   | 6-7, 3-6      |
| Поражение | 2. | 7 октября 1984  | Брисбен, Австралия | Ковёр(i) | Элиот Телчер      | 6-3, 3-6, 4-6 |

### Мужской парный разряд (10-9)
| Результат | №   | Дата             | Турнир                               | Покрытие | Партнёр        | Соперники в финале            | Счёт в финале |
| --------- | --- | ---------------- | ------------------------------------ | -------- | -------------- | ----------------------------- | ------------- |
| Победа    | 1.  | 9 апреля 1979    | Талса, Оклахома, США                 | Хард     | Элиот Телчер   | Том Галликсон Колин Дибли     | 6-7, 7-5, 6-3 |
| Поражение | 1.  | 13 августа 1979  | Кливленд, США                        | Хард     | Фред Макнейр   | Боб Лутц Стэн Смит            | 3-6, 4-6      |
| Поражение | 2.  | 1 октября 1979   | Мауи, Гавайи, США                    | Хард     | Род Фроли      | Джон Ллойд Ник Савлано        | 5-7, 4-6      |
| Победа    | 2.  | 15 октября 1979  | Сидней, Австралия                    | Хард(i)  | Род Фроли      | Виджай Амритрадж Пат Дюпре    | без игры      |
| Поражение | 3.  | 22 октября 1979  | Открытый чемпионат Японии, Токио     | Грунт    | Род Фроли      | Колин Дибли Пат Дюпре         | 6-3, 1-6, 1-6 |
| Поражение | 4.  | 7 апреля 1980    | Талса                                | Грунт    | Ван Винитски   | Боб Лутц Дик Стоктон          | 6-2, 6-7, 2-6 |
| Поражение | 5.  | 27 сентября 1982 | Мауи                                 | Хард     | Бернард Миттон | Майк Кэхилл Элиот Телчер      | 4-6, 4-6      |
| Победа    | 3.  | 4 октября 1982   | Мельбурн, Австралия                  | Ковёр(i) | Мэтт Митчелл   | Сид Болл Род Фроли            | 7-6, 7-6      |
| Поражение | 6.  | 15 ноября 1982   | Дортмунд, ФРГ                        | Ковёр(i) | Майк Кэхилл    | Павел Сложил Томаш Шмид       | 2-6, 7-6, 1-6 |
| Победа    | 4.  | 9 мая 1983       | Флоренция, Италия                    | Грунт    | Виктор Печчи   | Доминик Бебель Бернар Фриц    | 4-6, 6-4, 7-6 |
| Победа    | 5.  | 16 мая 1983      | Открытый чемпионат Италии, Рим       | Грунт    | Виктор Печчи   | Ян Гуннарссон Майк Лич        | 6-2, 6-7, 6-4 |
| Победа    | 6.  | 12 июня 1983     | Венеция, Италия                      | Грунт    | Виктор Печчи   | Стив Крулевиц Золтан Кухарски | 6-1, 6-2      |
| Победа    | 7.  | 12 августа 1984  | Кливленд                             | Хард     | Мэтт Митчелл   | Крис Данк Марти Дэвис         | 7-6, 7-5      |
| Победа    | 8.  | 26 августа 1984  | Цинциннати, США                      | Хард     | Мэтт Митчелл   | Сэнди Майер Балаж Тароци      | 4-6, 6-3, 7-6 |
| Победа    | 9.  | 7 октября 1984   | Брисбен, Австралия                   | Ковёр(i) | Мэтт Митчелл   | Бродерик Дайк Уолли Мазур     | 6-7, 6-2, 7-5 |
| Победа    | 10. | 25 ноября 1984   | Открытый чемпионат ЮАР, Йоханнесбург | Хард     | Трейси Делатт  | Стив Мейстер Элиот Телчер     | 7-6, 6-1      |
| Поражение | 7.  | 16 марта 1986    | Мец, Франция                         | Ковёр(i) | Михил Схаперс  | Войцех Фибак Ги Форже         | 6-2, 2-6, 4-6 |
| Поражение | 8.  | 30 марта 1986    | Чикаго, США                          | Ковёр(i) | Эдди Эдвардс   | Роберт Сегусо Кен Флэк        | 0-6, 5-7      |
| Поражение | 9.  | 13 июля 1986     | Ньюпорт, США                         | Трава    | Эдди Эдвардс   | Виджай Амритрадж Тим Уилкисон | 6-4, 5-7, 6-7 |

### Смешанный парный разряд (0-1)
| Результат | №  | Дата        | Турнир                            | Покрытие | Партнёр   | Соперники в финале                  | Счёт в финале |
| --------- | -- | ----------- | --------------------------------- | -------- | --------- | ----------------------------------- | ------------- |
| Поражение | 1. | 9 июня 1985 | Открытый чемпионат Франции, Париж | Грунт    | Пола Смит | Мартина Навратилова Хайнц Гюнтхардт | 6-2, 3-6, 2-6 |